# 森下站 (東京都)
森下站（日语：／ Morishita eki */?）是位於日本東京都江東區森下，屬於東京都交通局（都營地下鐵）的鐵路車站。
此站有新宿線與大江戶線停靠。各自有車站編號，新宿線是S 11、大江戶線是E 13。新宿線站區的所在地是森下一丁目、大江戶線站區是森下二丁目。

## 歷史
- 1978年（昭和53年）12月21日：本站（新宿線）開業。當時的急行列車均通過本站。
- 2000年（平成12年）12月12日：大江戶線站區開業，成為轉車站[2]。同日起所有新宿線急行列車增停本站。
- 2015年（平成27年）4月1日：新宿線車站業務從馬喰站務管理所馬喰站務區移交給大門站務管理所門前仲町站務區。
- 2018年（平成30年）11月24日：新宿線月台啟用月台閘門[3]。

## 車站
新宿線、大江戶線同為島式月台1面2線的地下車站。新宿線月台在新大橋通下，大江戶線月台在清澄通地下。
大江戶線月台的電梯處與新宿線垂直交疊，該電梯連通剪票口、新宿線月台（菊川方向）、大江戶線月台。
新宿線月台菊川側的方向導覽板與大江戶線採用相同樣式。
本站由大門站務管理所門前仲町站務區管轄，業務已委託給東京都營交通協力會。

### 月台配置
| 月台 | 路線     | 目的地                     |
| ---- | -------- | -------------------------- |
| 1    | 新宿線   | 馬喰橫山、新宿、京王線方向 |
| 2    | 新宿線   | 大島、本八幡方向           |
| 3    | 大江戶線 | 兩國、上野御徒町、春日方向 |
| 4    | 大江戶線 | 門前仲町、大門、六本木方向 |

（來源：都營地下鐵:車站構內圖 （页面存档备份，存于））

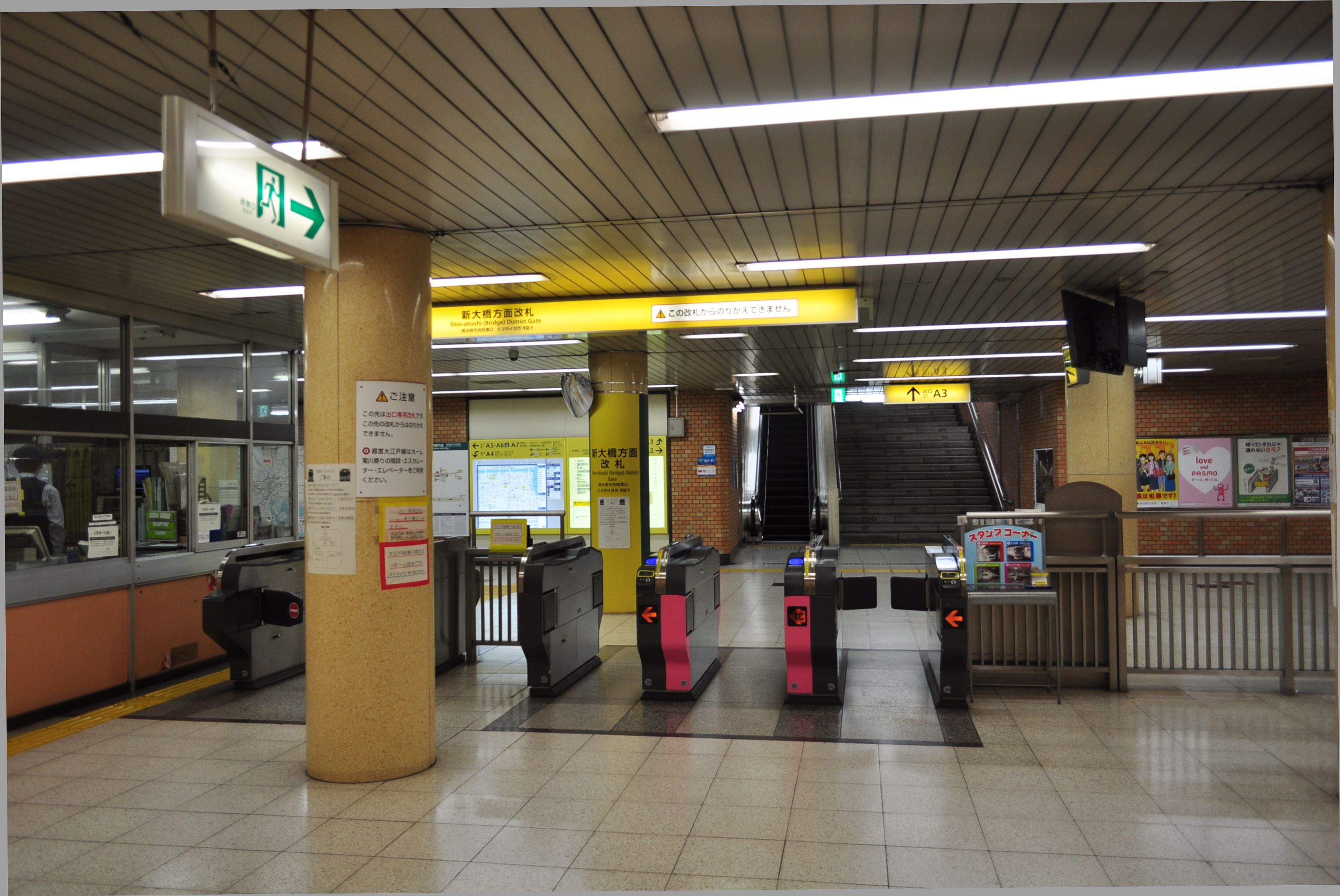
都營新宿線 閘口（2018年3月12日攝）
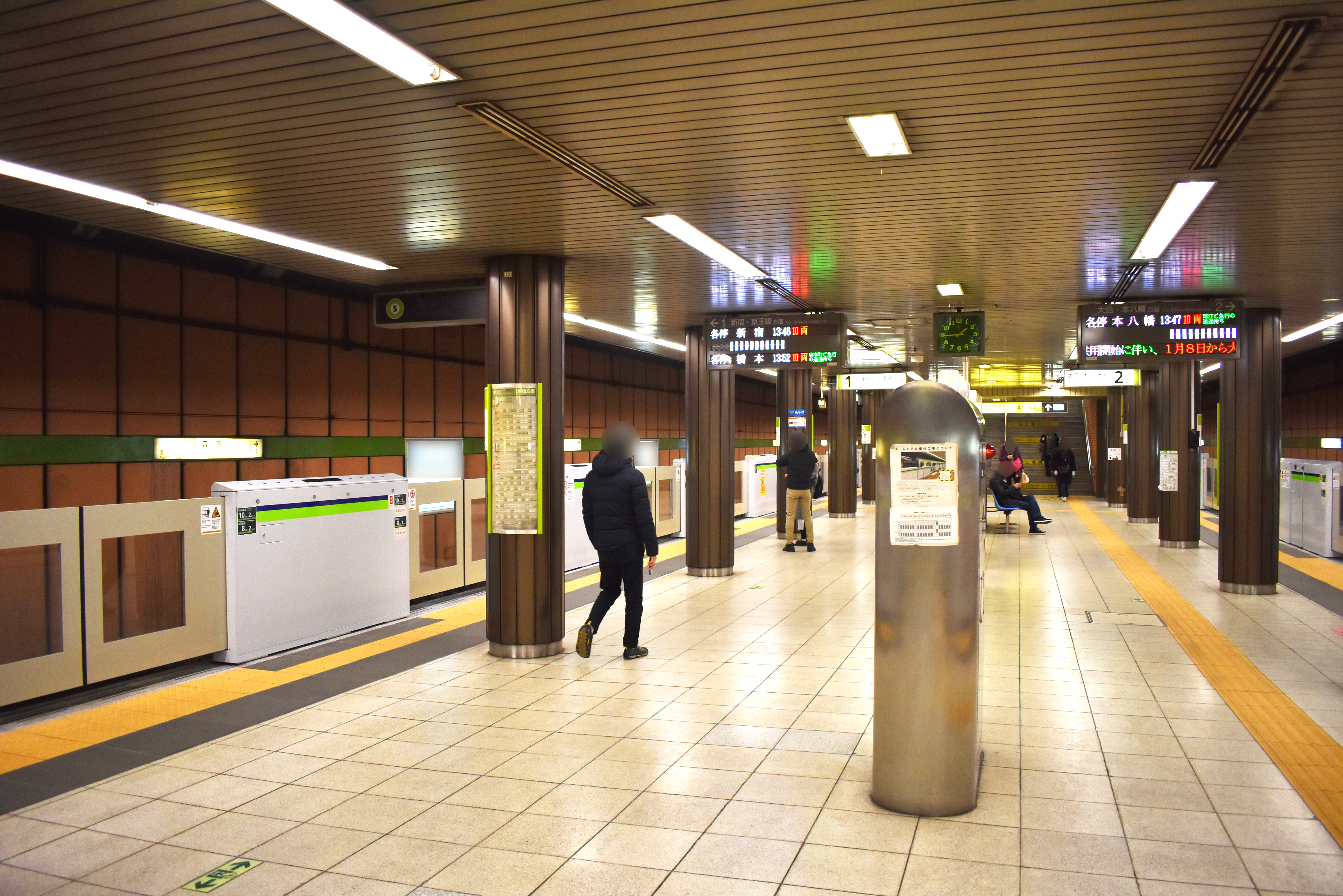
往新宿站方向月台（2018年12月30日攝）
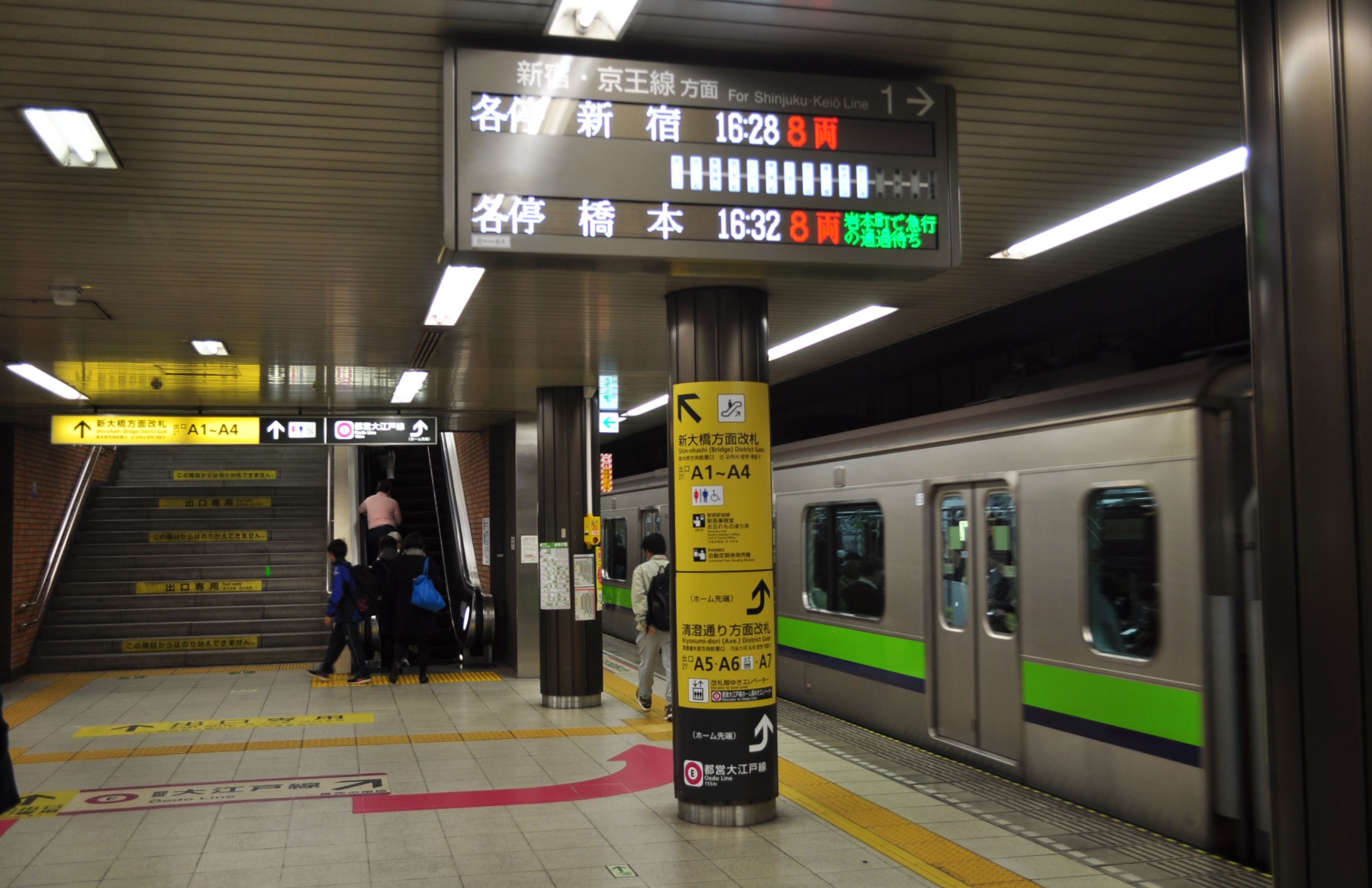
設置月台閘門前的上行線月台（2018年3月10日攝）
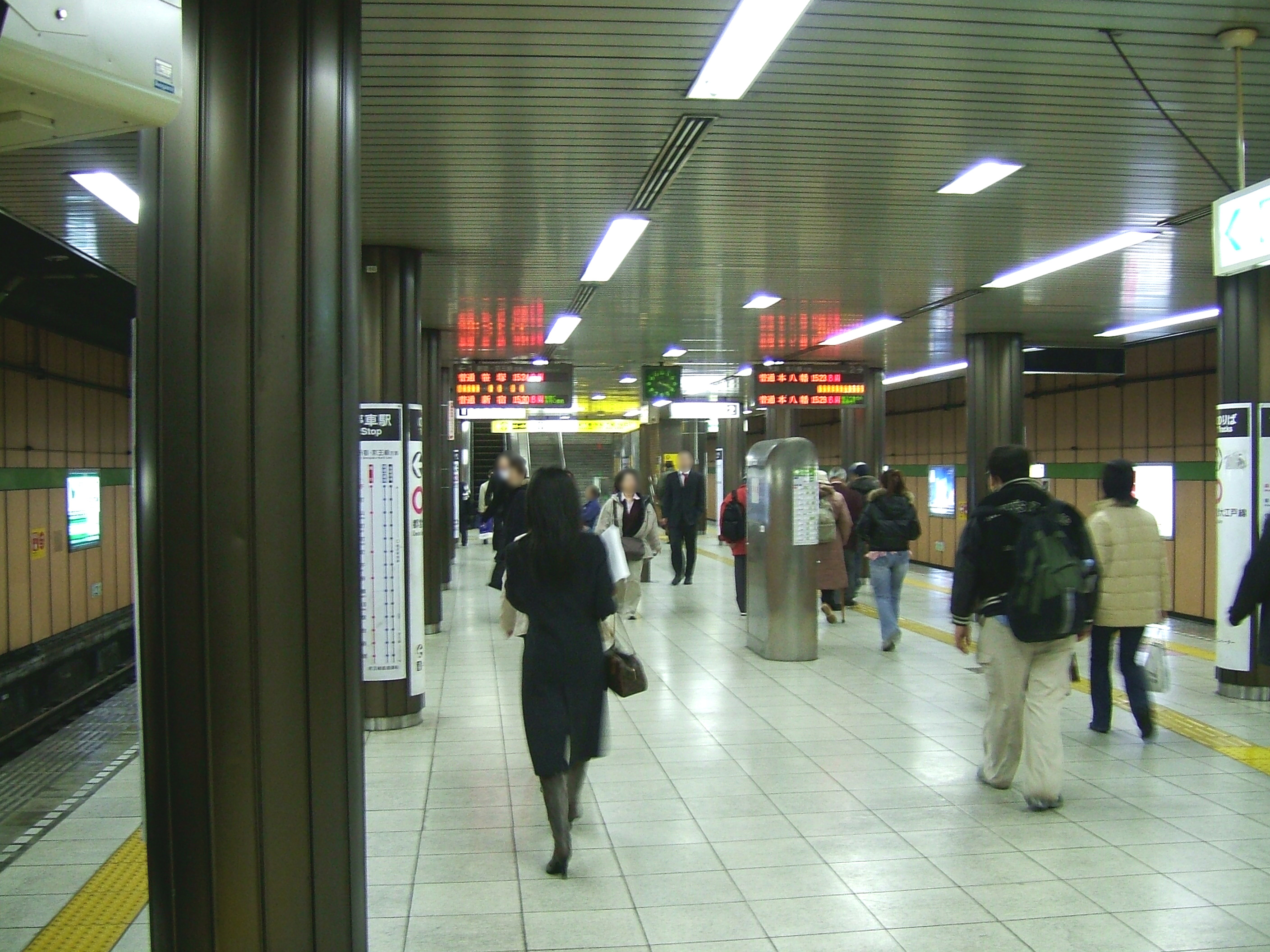
新宿線月台（2006年12月13日）
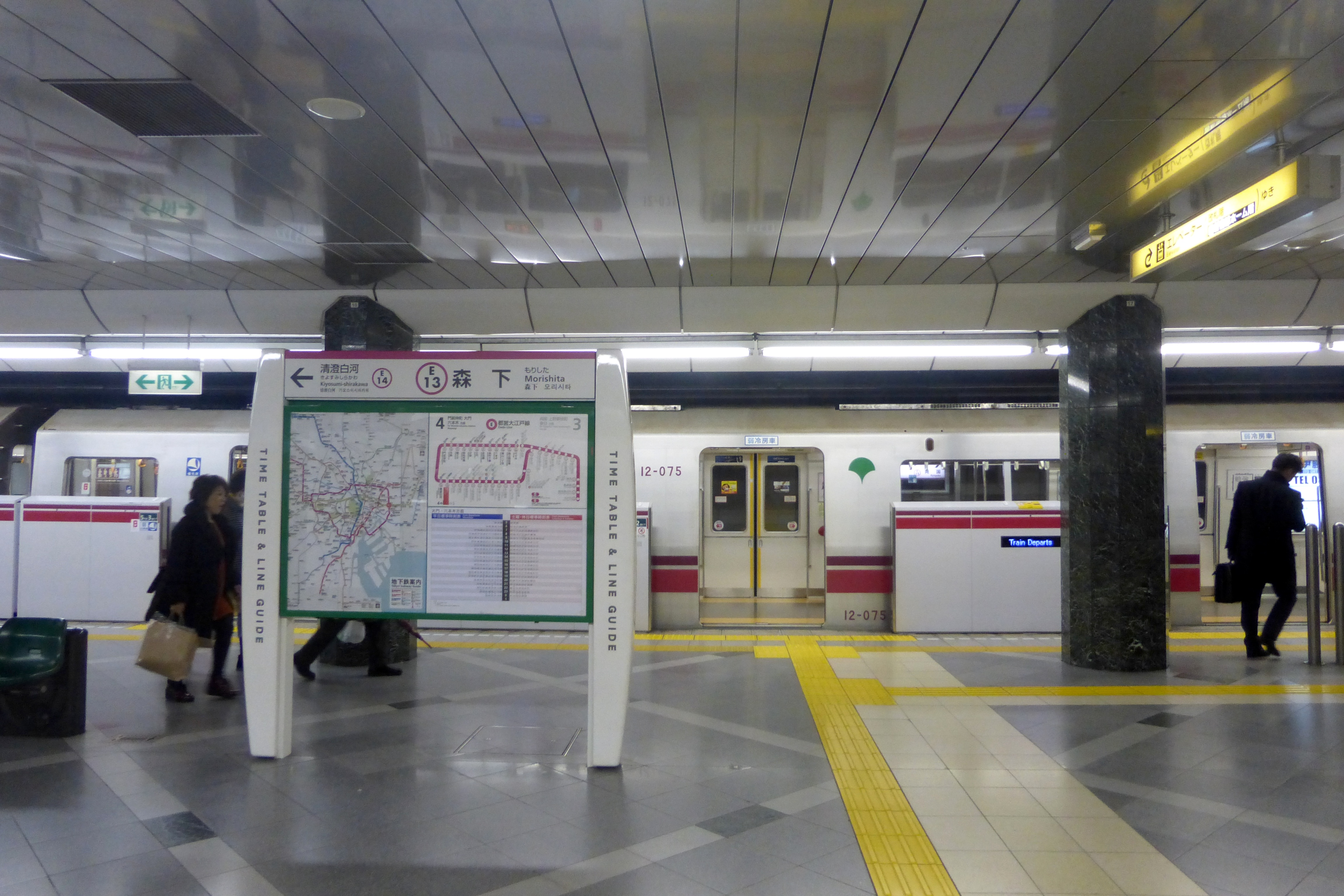
大江戶線月台（2015年2月5日）

## 利用狀況
- 都營地下鐵[利用客数 1]
  - 新宿線 - 2017年度1日平均上下車人次為77,157人（上車人次：38,280人、下車人次：38,877人）。
  - 大江戶線 - 2017年度1日平均上下車人次為69,904人（上車人次：35,259人、下車人次：34,645人）。

### 各年度1日平均上下車人次
近年1日平均上下車人次如下表。
| 年度               | 都營地下鐵         | 都營地下鐵 | 都營地下鐵         | 都營地下鐵 |
| 年度               | 新宿線             | 新宿線     | 大江戶線           | 大江戶線   |
| 年度               | 1日平均 上下車人次 | 增長率     | 1日平均 上下車人次 | 增長率     |
| ------------------ | ------------------ | ---------- | ------------------ | ---------- |
| 2003年（平成15年） | 54,307             | 2.2%       | 46,816             | 4.7%       |
| 2004年（平成16年） | 54,719             | 0.8%       | 47,698             | 1.9%       |
| 2005年（平成17年） | 56,016             | 2.4%       | 49,397             | 3.6%       |
| 2006年（平成18年） | 58,820             | 5.0%       | 52,261             | 5.8%       |
| 2007年（平成19年） | 62,289             | 5.9%       | 55,101             | 5.4%       |
| 2008年（平成20年） | 64,399             | 3.4%       | 57,172             | 3.8%       |
| 2009年（平成21年） | 64,486             | 0.1%       | 57,355             | 0.3%       |
| 2010年（平成22年） | 65,125             | 1.0%       | 58,194             | 1.5%       |
| 2011年（平成23年） | 64,735             | −0.6%      | 57,998             | −0.3%      |
| 2012年（平成24年） | 66,622             | 2.9%       | 60,000             | 3.5%       |
| 2013年（平成25年） | 68,570             | 2.9%       | 61,910             | 3.2%       |
| 2014年（平成26年） | 69,892             | 1.9%       | 63,211             | 2.1%       |
| 2015年（平成27年） | 73,006             | 4.5%       | 66,226             | 4.8%       |
| 2016年（平成28年） | 75,243             | 3.1%       | 68,336             | 3.2%       |
| 2017年（平成29年） | 77,157             | 2.5%       | 69,904             | 2.2%       |

### 各年度1日平均上車人次（1978年－2000年）
| 年度               | 新宿線 | 大江戶線 | 來源              |
| ------------------ | ------ | -------- | ----------------- |
| 1978年（昭和53年） | 1,980  | 未 開 業 | [ 東京都統計 1 ]  |
| 1979年（昭和54年） | 2,536  | 未 開 業 | [ 東京都統計 2 ]  |
| 1980年（昭和55年） | 5,764  | 未 開 業 | [ 東京都統計 3 ]  |
| 1981年（昭和56年） | 6,627  | 未 開 業 | [ 東京都統計 4 ]  |
| 1982年（昭和57年） | 6,997  | 未 開 業 | [ 東京都統計 5 ]  |
| 1983年（昭和58年） | 7,497  | 未 開 業 | [ 東京都統計 6 ]  |
| 1984年（昭和59年） | 8,022  | 未 開 業 | [ 東京都統計 7 ]  |
| 1985年（昭和60年） | 8,332  | 未 開 業 | [ 東京都統計 8 ]  |
| 1986年（昭和61年） | 9,107  | 未 開 業 | [ 東京都統計 9 ]  |
| 1987年（昭和62年） | 9,740  | 未 開 業 | [ 東京都統計 10 ] |
| 1988年（昭和63年） | 10,222 | 未 開 業 | [ 東京都統計 11 ] |
| 1989年（平成元年） | 11,258 | 未 開 業 | [ 東京都統計 12 ] |
| 1990年（平成02年） | 12,049 | 未 開 業 | [ 東京都統計 13 ] |
| 1991年（平成03年） | 12,350 | 未 開 業 | [ 東京都統計 14 ] |
| 1992年（平成04年） | 12,567 | 未 開 業 | [ 東京都統計 15 ] |
| 1993年（平成05年） | 12,784 | 未 開 業 | [ 東京都統計 16 ] |
| 1994年（平成06年） | 12,603 | 未 開 業 | [ 東京都統計 17 ] |
| 1995年（平成07年） | 12,123 | 未 開 業 | [ 東京都統計 18 ] |
| 1996年（平成08年） | 12,101 | 未 開 業 | [ 東京都統計 19 ] |
| 1997年（平成09年） | 11,814 | 未 開 業 | [ 東京都統計 20 ] |
| 1998年（平成10年） | 11,877 | 未 開 業 | [ 東京都統計 21 ] |
| 1999年（平成11年） | 11,648 | 未 開 業 | [ 東京都統計 22 ] |
| 2000年（平成12年） | 10,742 | 3,673    | [ 東京都統計 23 ] |

### 各年度1日平均上車人次（2001年以後）
近年1日平均上車人次推移如下表。
| 年度               | 新宿線 | 大江戶線 | 來源              |
| ------------------ | ------ | -------- | ----------------- |
| 2001年（平成13年） | 7,729  | 4,310    | [ 東京都統計 24 ] |
| 2002年（平成14年） | 7,589  | 4,534    | [ 東京都統計 25 ] |
| 2003年（平成15年） | 7,454  | 4,492    | [ 東京都統計 26 ] |
| 2004年（平成16年） | 7,485  | 4,685    | [ 東京都統計 27 ] |
| 2005年（平成17年） | 7,696  | 5,066    | [ 東京都統計 28 ] |
| 2006年（平成18年） | 28,518 | 27,230   | [ 東京都統計 29 ] |
| 2007年（平成19年） | 30,459 | 28,317   | [ 東京都統計 30 ] |
| 2008年（平成20年） | 31,683 | 29,192   | [ 東京都統計 31 ] |
| 2009年（平成21年） | 31,702 | 29,280   | [ 東京都統計 32 ] |
| 2010年（平成22年） | 32,107 | 29,619   | [ 東京都統計 33 ] |
| 2011年（平成23年） | 31,999 | 29,357   | [ 東京都統計 34 ] |
| 2012年（平成24年） | 32,945 | 30,362   | [ 東京都統計 35 ] |
| 2013年（平成25年） | 33,899 | 31,334   | [ 東京都統計 36 ] |
| 2014年（平成26年） | 34,607 | 31,933   | [ 東京都統計 37 ] |
| 2015年（平成27年） | 36,193 | 33,407   | [ 東京都統計 38 ] |
| 2016年（平成28年） | 37,322 | 34,470   | [ 東京都統計 39 ] |
| 2017年（平成29年） | 38,280 | 35,259   |                   |

備註
1. ↑  1978年12月21日開業。開業日起至翌年3月31日為止合計101日的資料。
2. ↑  2000年12月12日開業。開業日起至翌年3月31日合計110日間的資料。

## 車站周邊
本站位於新大橋通與清澄通交差點附近。周邊是森下、千歲、高橋、新大橋。因鄰近兩國，有許多相撲部屋。
出入口有A1 - A7共7處。

### 巴士
最近的巴士站是清澄通與新大橋通的森下站前。以下路線由東京都交通局運行。
森下站前（東京都交通局）
- 門33系統：經都營兩國站、押上往龜戶站／經門前仲町、月島站往豐海水產埠頭
- 急行06系統：往日本科學未來館（僅周六日）
- 錦11系統：經住吉站往錦糸町站，經住吉站、錦糸町站往龜戶站／經水天宮前、茅場町往築地站

## 相鄰車站
都營地下鐵
 新宿線
■急行
馬喰橫山（S 09）－森下（S 11）－大島（S 15）
■各站停車
濱町（S 10）－森下（S 11）－菊川（S 12）
 大江戶線
兩國（E 12）－森下（E 13）－清澄白河（E 14）

### 來源
地下鐵1日平均使用人數
1. ↑  各駅乗降人員一覧 （页面存档备份，存于） - 東京都交通局

地下鐵統計資料
1. ↑  .   [2017-05-29]. （原始内容存档于2016-04-01）.

東京都統計年鑑
1. ↑  .   [2019-02-12]. （原始内容存档于2015-06-29）.
2. ↑  .   [2019-02-12]. （原始内容存档于2016-03-05）.
3. ↑  .   [2019-02-12]. （原始内容存档于2016-03-05）.
4. ↑  .   [2019-02-12]. （原始内容存档于2016-03-05）.
5. ↑  .   [2019-02-12]. （原始内容存档于2015-06-29）.
6. ↑  .   [2019-02-12]. （原始内容存档于2015-06-29）.
7. ↑  .   [2019-02-12]. （原始内容存档于2015-06-29）.
8. ↑  .   [2019-02-12]. （原始内容存档于2016-03-05）.
9. ↑  .   [2019-02-12]. （原始内容存档于2016-03-05）.
10. ↑  .   [2019-02-12]. （原始内容存档于2015-06-29）.
11. ↑  .   [2019-02-12]. （原始内容存档于2016-03-05）.
12. ↑  .   [2019-02-12]. （原始内容存档于2016-03-05）.
13. ↑  .   [2019-02-12]. （原始内容存档于2016-03-05）.
14. ↑  .   [2019-02-12]. （原始内容存档于2016-03-05）.
15. ↑  .   [2019-02-12]. （原始内容存档于2013-08-15）.
16. ↑  .   [2019-02-12]. （原始内容存档于2013-02-03）.
17. ↑  .   [2019-02-12]. （原始内容存档于2013-02-03）.
18. ↑  .   [2019-02-12]. （原始内容存档于2013-02-03）.
19. ↑  .   [2019-02-12]. （原始内容存档于2013-02-03）.
20. ↑  .   [2019-02-12]. （原始内容存档于2016-03-04）.
21. ↑  平成10年PDF
22. ↑  平成11年PDF
23. ↑  .   [2019-02-12]. （原始内容存档于2016-03-04）.
24. ↑  .   [2019-02-12]. （原始内容存档于2016-03-04）.
25. ↑  .   [2019-02-12]. （原始内容存档于2017-07-29）.
26. ↑  .   [2019-02-12]. （原始内容存档于2017-07-29）.
27. ↑  .   [2019-02-12]. （原始内容存档于2017-07-29）.
28. ↑  .   [2019-02-12]. （原始内容存档于2017-07-29）.
29. ↑  .   [2019-02-12]. （原始内容存档于2017-07-29）.
30. ↑  .   [2019-02-12]. （原始内容存档于2017-07-29）.
31. ↑  .   [2019-02-12]. （原始内容存档于2017-07-29）.
32. ↑  .   [2019-02-12]. （原始内容存档于2016-03-26）.
33. ↑  .   [2019-02-12]. （原始内容存档于2016-03-27）.
34. ↑  .   [2019-02-12]. （原始内容存档于2016-03-25）.
35. ↑  .   [2019-02-12]. （原始内容存档于2016-03-27）.
36. ↑  .   [2019-02-12]. （原始内容存档于2016-03-22）.
37. ↑  .   [2019-02-12]. （原始内容存档于2017-07-30）.
38. ↑  .   [2019-02-12]. （原始内容存档于2018-11-09）.
39. ↑  .   [2019-02-12]. （原始内容存档于2019-05-02）.

## 外部連結
- 森下 - 東京都交通局